# Бодянский, Павел Владимирович
Павел Владимирович Бодянский (1874—1931) — русский врач, участник Цусимского похода и сражения.

## Биография
Родился в Полтаве в 1874 году. Отец — Владимир Павлович Бодянский (1840—1900); мать — Любовь Александровна Бодянская. Внук редактора Полтавских губернских ведомостей Павла Ильича Бодянского, который приходился двоюродным братом Осипа Максимовича Бодянского.
В 1900—1904 годах — младший врач Каспийского флотского экипажа (Приказ Е. И. В. Генерал-Адмирала № 191 от 16 ноября 1900 года). С 1905 года — судовой врач госпитального судна «Кострома» Черноморского флота.
Был назначен 22 марта 1905 года вместо отправленного в Россию «по состоянию здоровья» судового врача Я. Н. Младенцева судовым врачом на броненосец «Адмирал Ушаков», который готовился для участия в русско-японской войне. Принял участие в Цусимском сражении; после гибели броненосца был подобран из воды японским крейсером.
С 1905 по 1907 год служил младшим врачом Каспийского флотского экипажа. После 1907 года — в запасе.
С 1907 по 1914 год работал младшим ординатором Винницкой окружной лечебнице для душевнобольных, наблюдал «мужское пансионерское трудное отделение». Читал курсы по анатомии и физиологии для надзирательско-фельдшерского персонала. В 1911 году выехал в научную командировку за границу для ознакомления с методикой сифилитических исследований. Посетил Дрезденскую гигиеническую выставку. В Берлине в институте инфекционных болезней слушал лекции профессора Вассермана по серодиагностике и занимался практически в лаборатории ассистента проф. Wassermann’а у доктора G. Meier’a и у доктора Piorkawski. Один месяц занимался в Париже в Пастеровском институте, где работал в лаборатории доктора Weinberg и проф. Levadit. Прослушал ряд отдельных лекций профессора Мечникова, Raux, Nicolle, Borel, Laveran и друг. по серодиагностике и по методике бактериологических исследований.
В июле 1914 года был призван из запаса в Черноморский флот и назначен младшим врачом Черноморского флотского экипажа. В 1916 году служил младшим врачом 4-го отряда Транспортной флотилии Черноморского флота. В 1917 году назначен младшим врачом 4-го дивизиона Бригады траления. В октябре 1917 года был назначен старшим врачом Черноморского флотского экипажа. В январе 1918 года был уволен в отпуск «впредь до выхода приказа об увольнении его в отставку по болезни».
В 1928 году работал врачом-неврологом в Кисловодске; 25 января 1931 года был арестован вместе с женой Софьей Андреевной и по приговору выслан в Западную Сибирь на три года.
Умер в 1931 году.

## Награды
- орден Св. Владимира 4-й ст. с мечами «за участие в бою с японским флотом 14-го и 15-го мая 1905 года» (08.01.1907);
- орден Св. Станислава 2-й ст. «за особые труды, понесённые по обстоятельствам военного времени» (Высочайшее утверждение 08.03.1916);
- орден Св. Анны 2-й ст. с мечами «за примерное мужество, хладнокровие и отличную распорядительность в делах против неприятеля» (Высочайшее утверждение 27.06.1916).

## Семья
Гражданская жена — Мария Ивановна Морозова-Машек, дочь садовника, медсестра Винницкой окружной лечебницы для душевнобольных. У неё родился внебрачный сын — Михаил (Павлович) Александрович, который отцом не был признан, воспитывался в семье матери Павла Владимировича — Любови Александровны Бодянской и брата, Александра Владимировича.
Официальная жена — Софья Андреевна Бодянская. От этого брака детей не было.